# 紹斯恩德 (明尼蘇達州)
紹斯恩德（英語：South End）是位於美國明尼蘇達州清水縣拉普雷里鎮區的一個普查規定居民點。

## 人口
根據2020年美國人口普查的數據，紹斯恩德的面積為4.58平方千米，當中陸地面積為4.58平方千米，而水域面積為0.00平方千米。當地共有人口34人，而人口密度為每平方千米7.42人。